# تيري بايوك
تيري بايوك (بالفرنسية: Thierry Bayock)‏، من مواليد 27 أغسطس 1979، هو لاعب كاميروني معتزل، كان يلعب في مركز خط الوسط الهجومي، وسبق وأن لعب لعدة أندية أوروبية، ومنها ديسيل سبورت ورويال ريسينغ كلوب مونتينييه البلجيكيين.